# Jan Långbens olympiska spel
Jan Långbens olympiska spel (engelska: The Olympic Champ) är en amerikansk animerad kortfilm med Långben från 1942.

## Handling
Filmen är uppbyggd som en undervisningsfilm och handlar om Långben som demonstrerar ett flertal olika idrottsgrenar och traditioner från de Olympiska spelen, till exempel fackeltåg, femkamp och stavhopp.

## Om filmen
Filmen hade svensk premiär den 28 februari 1944 på biografen Spegeln i Stockholm.
Filmen har getts ut på VHS och finns dubbad till svenska.

## Rollista
- Pinto Colvig – Långben
- John McLeish – berättare[7]